# Schloss Weißensee

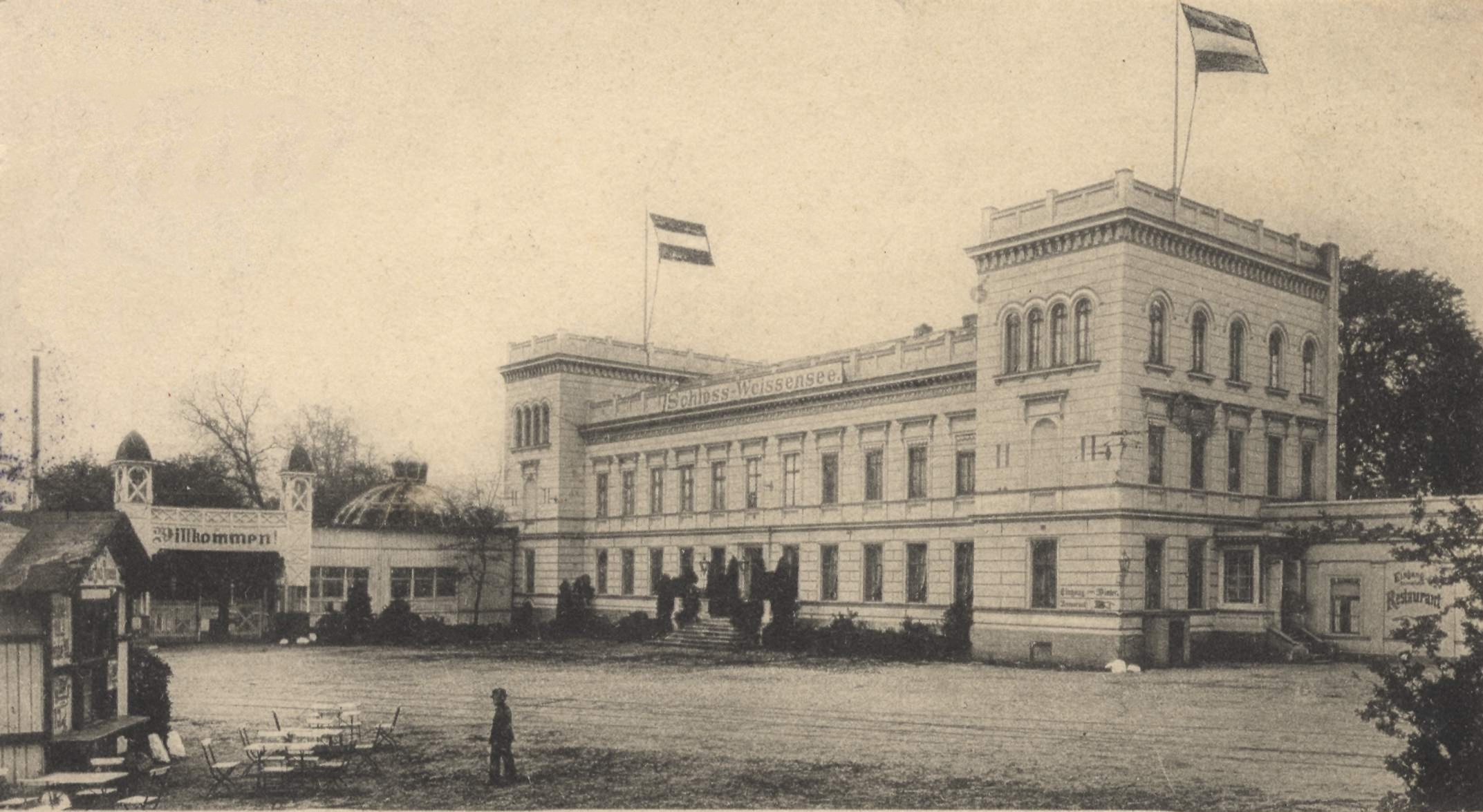
„Welt-Etablissement Schloss Weißensee“ um 1890

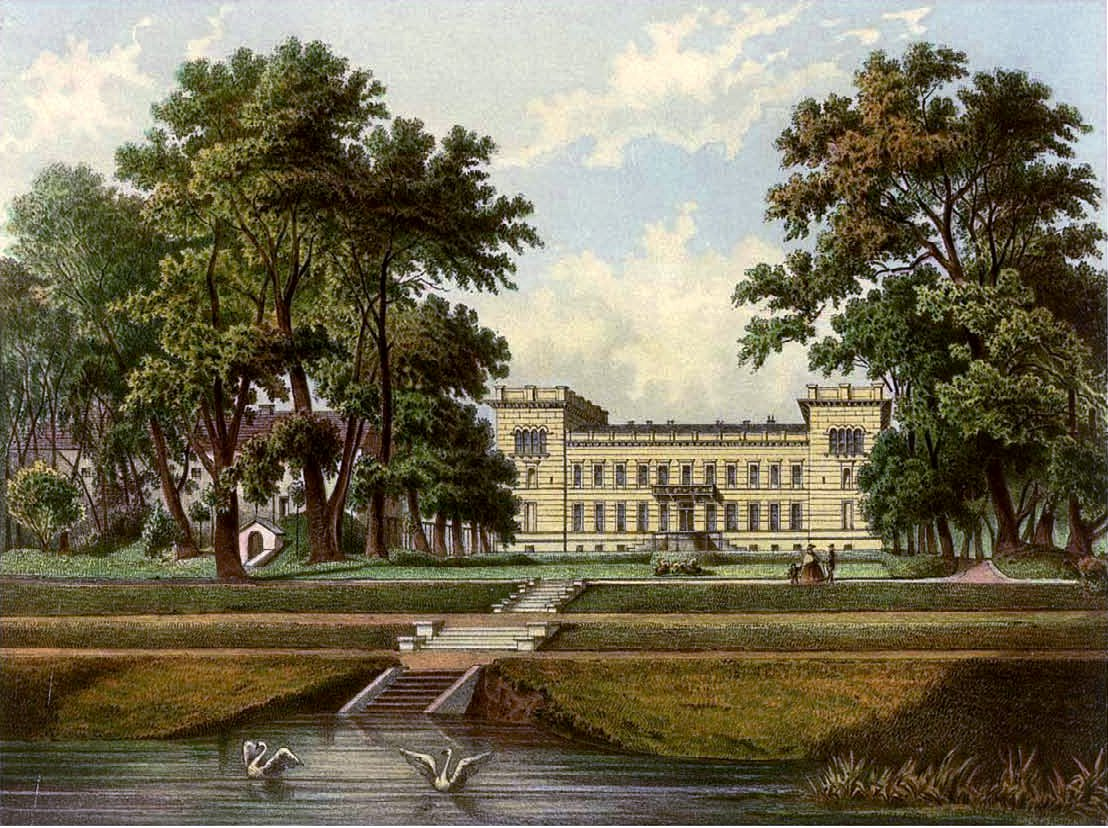
Schloss Weißensee um 1860, Sammlung Alexander Duncker

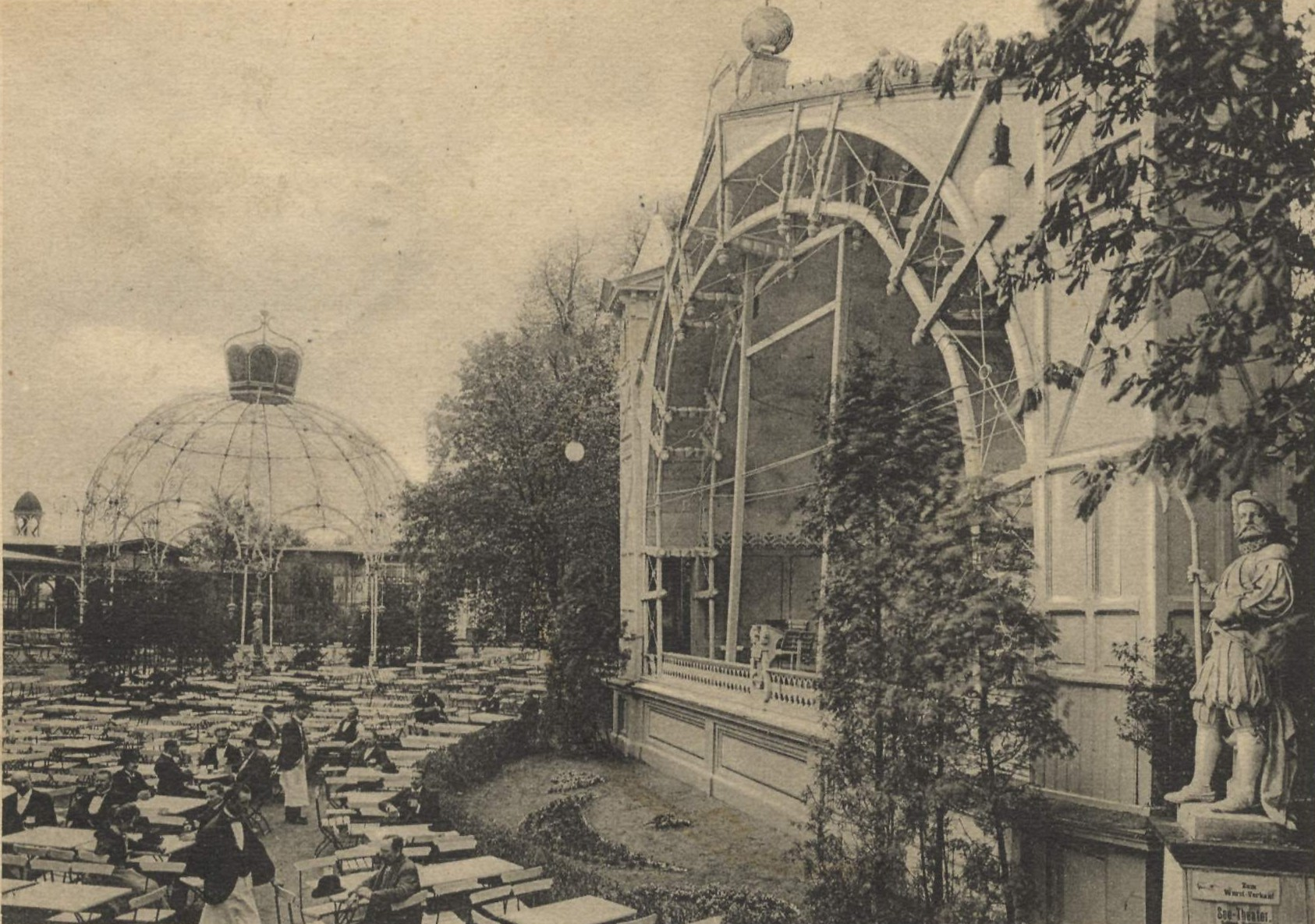
Lusthäuschen im Weißenseer Park, um 1890

Schloss Weißensee war die volkstümliche Bezeichnung für das schlossähnliche Bauwerk, das sich bis zum Brand im Jahr 1919 im heutigen Park am Weißen See im Ortsteil Weißensee des Berliner Bezirks Pankow befunden hatte.

## Vom Rittergut zum Vergnügungspark
Besitzer von Gut und Flurmark Weißensee waren bis 1872 die Nachkommen des Landwirts und Schnapsbrenners Johann Pistorius. Das Gutshaus mit seinem großzügig angelegten Garten fügte sich nahtlos in die Landschaft rund um den Weißen See ein. 1859 ließ Pistorius’ Neffe, Landesökonomierat Friedrich Wilhelm Lüdersdorff, anstelle des alten Gutshauses einen weitläufigen Bau am Südufer des Sees errichten, der im Volksmund „Schloss Weißensee“ genannt wurde und den eine herrschaftliche Parkanlage umgab. Im Januar 1872 verkaufte er das Rittergut Weißensee für 700.000 Taler an den Hamburger Großkaufmann Gustav Adolf Schön. Der Weiße See, sein Uferbereich (15 Meter) und die nach Südwesten anschließende Fläche mit dem „Schloß“ zwischen Amalienstraße und Königchaussee (ab 1911: Berliner Allee 205–210) gehörte zu Neu-Weißensee, die Bebauung an der Berliner Straße 157–163 (ab 1911 als Berliner Allee 204) bis an den Uferstreifen am Weißensee und gegenüber der Lichtenberger Straße gehörte zur Gemeinde Weißensee. Mit dem Zusammenschluss 1905 entfiel diese seit 1872 bestehende Gemeindegrenze.
1874 wurde das „Schloss“ verpachtet und zu einer Vergnügungsstätte umgebaut, deren Betreiber zunächst häufig wechselten. Einer der Pächter war der Berliner Gastronom Rudolf Sternecker, der sich jedoch nach einem Eigentümerwechsel 1878 gegen Entschädigung zurückzog und 1880 an anderer Stelle erfolgreich die Neue Welt eröffnete. Um 1885 kehrte er zurück und baute das Unternehmen zu dem vielbesuchten, See und Park einschließenden „Welt-Etablissement Schloss Weißensee“ aus. Zum Vergnügungspark mit Seeterrasse gehörten Rutschbahn, Musikpavillon, Würfelbuden, Karussells sowie zwei Tanzsäle und verschiedene Bierlokale; sogar Ballonfahrten wurden geboten.

## Ursprung des heutigen Volksparks (Trianonpark)
1908 ging der Park in den Besitz der Gemeinde Weißensee über, die das Areal zum Volks- und Bürgerpark umgestaltete – der Trianonpark ist Ursprung des „Parks am Weißen See“. Rund um den See wurden Promenaden angelegt, und später entstanden neue Spielplätze sowie die „Planschwiese“. Im „Schloss“ war seit 1915 das Militär untergebracht. Am 21. Februar 1919 brannte das Bauwerk vollständig ab. Für 1919 ist im Adressbuch im Eigentum der Gemeinde Weißensee zwischen zwei projektierten Straßen auf dem Grundstück 205–210 südlich am Trianonpark der Oekonom Schilling und Kaufmann Stahl aufgenommen, im Folgejahr ist es Lagerplatz.
Eine nach dem Brand gepflanzte Reihe von Bäumen oberhalb der Seeterrassen markiert den ehemaligen Standort des Schlosses. Das 1912 eröffnete „Freibad am Weißen See“ (Seebadeanstalt) am Trianonpark ist erhalten geblieben. Anstelle des (alten) Milchhäuschens, das 1965 abgerissen wurde, entstand 1967 ein Neubau. Der westlich vom See und nordwestlich vom Schloss gelegene Schlosspark gehört zum Park am Weißen See.